# Syzygium guehoi
Syzygium guehoi é uma magnoliophyta da família Myrtaceae, endémica em Maurícia, seu habitat natural são áreas rochosas.